# Scooby-Doo! e il Fantasma Rosso
Scooby-Doo e il Fantasma Rosso (Scooby-Doo! and the Gourmet Ghost) è un film del 2018 diretto da Doug Murphy, basato sui personaggi di Scooby-Doo.
Prodotto dalla Warner Home Video, è stato pubblicato negli Stati Uniti d'America il 28 agosto 2018, mentre in Italia è andato in onda in prima TV su Boomerang il 27 settembre 2018. Viene successivamente pubblicato sulle piattaforme digitali italiane Chili, iTunes, Rakuten TV, Infinity TV, TIMvision e PlayStation Video il giorno dopo.

## Trama
La Mystery Incorporated è in viaggio per il New England diretta al resort culinario di Porto Roccioso che sta per essere inaugurato dal suo proprietario, nonché zio di Fred, Bobby Flay, un famoso chef, che però pare avere dei problemi finanziari. Come se non bastasse, un fantasma rosso appare dal nulla per rovinare l'inaugurazione.